# Iglesia de Santa María de los Ángeles (San Vicente de la Barquera)
La iglesia de Santa María de los Ángeles, en la localidad y término municipal de San Vicente de la Barquera (Cantabria, España), fue declarada Bien de Interés Cultural en el año 1931. Se encuentra en lo alto de un promontorio rocoso que domina toda la villa, lo que permite que sea visible desde lejos. Queda junto al Castillo, dentro del casco antiguo. Alrededor tiene una muralla que rodea la puebla vieja, en la que se distingue la llamada "puerta de los peregrinos", al estar esta villa dentro del Camino del Norte o de la Costa de las rutas jacobeas.

## Datación

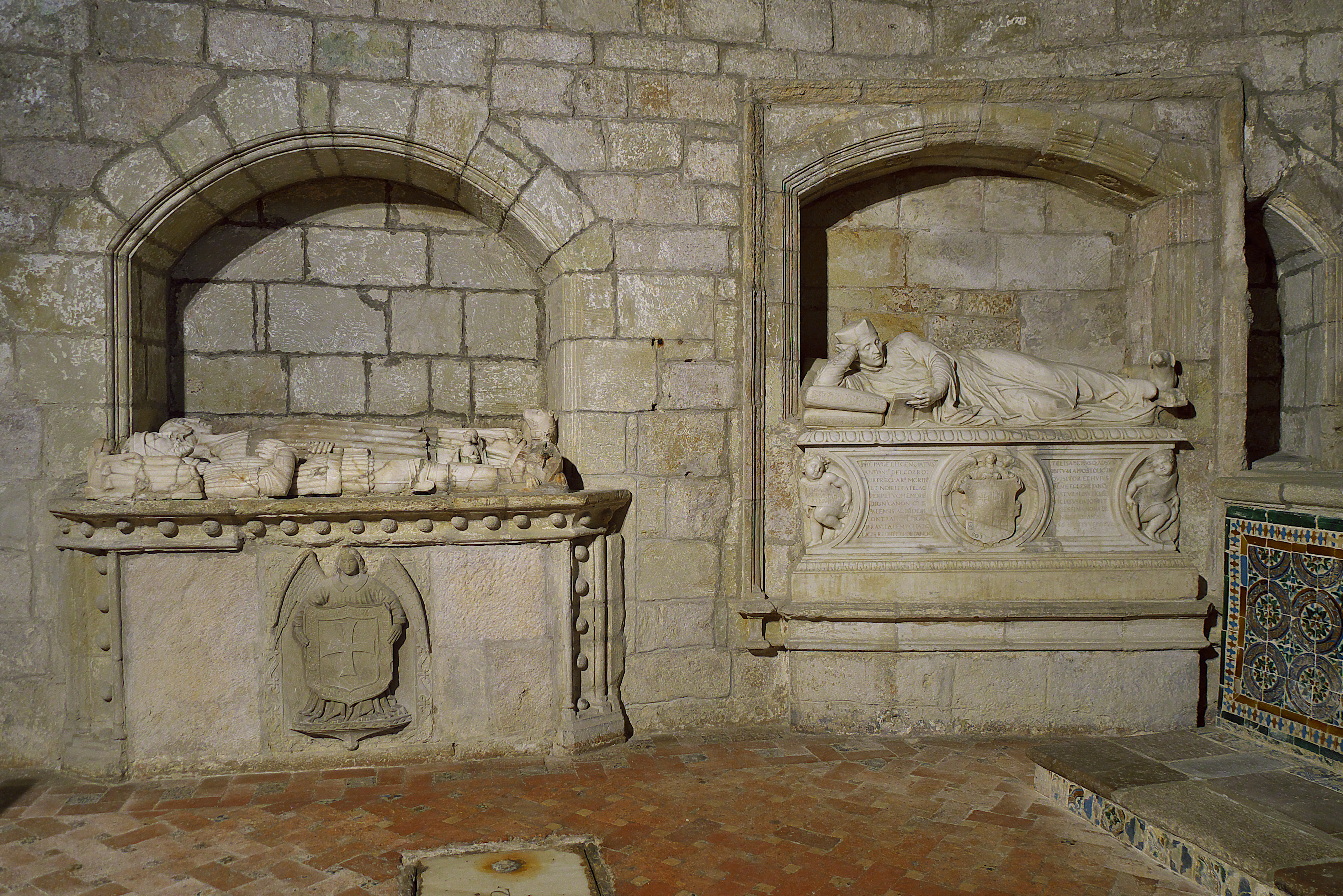
Sepulcros de los Corro. Juan Bautista Vázquez el Viejo (1564)

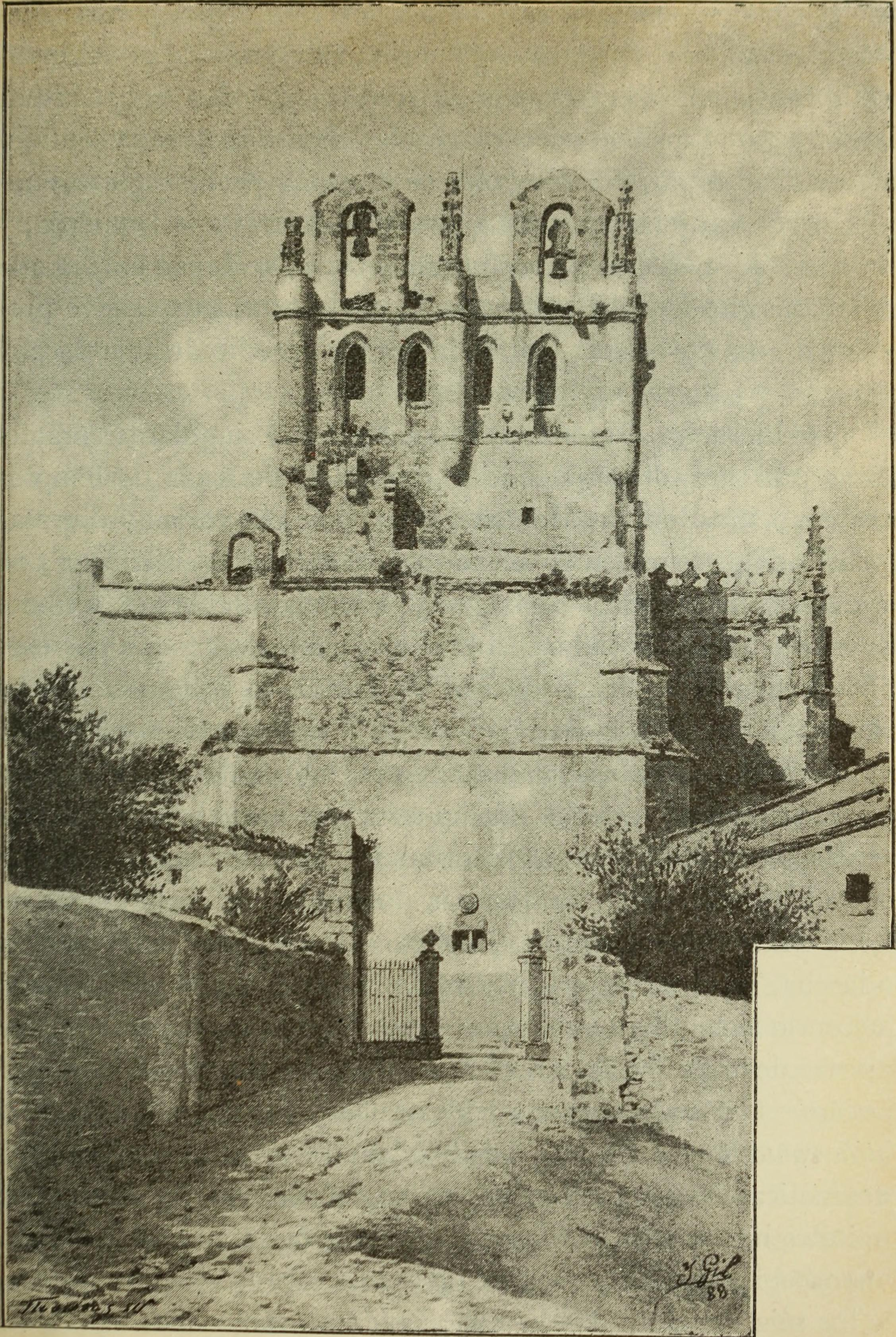
Iglesia de Santa María de los Ángeles en 1884

Se trata de uno de los ejemplos más destacados de la arquitectura gótica en Cantabria. Su construcción se inició en el siglo XIII, prolongándose a lo largo de los siglos siguientes con otros añadidos. Según documentos conservados, el rey Alfonso VIII pidió a su secretario Miguel, en el año 1210, que cuidara de la edificación y mantenimiento de la nueva iglesia de San Vicente de la Barquera. El grueso principal de la iglesia quedará finalizado en el siglo XIV.
No obstante, ya en el siglo XV empiezan las reformas, con capillas laterales. Luego, hacia el año 1530, se empiezan a añadir: el crucero, el ábside y la torre, así como la capilla de la familia Corro con un "arco angrelado", esto es, el adornado en su intradós con recortes en forma de arcaduras, la cripta, la sacristía con portada flamígera y el coro alto. A finales del siglo XIX pertenece la torre de campanas.

## Descripción

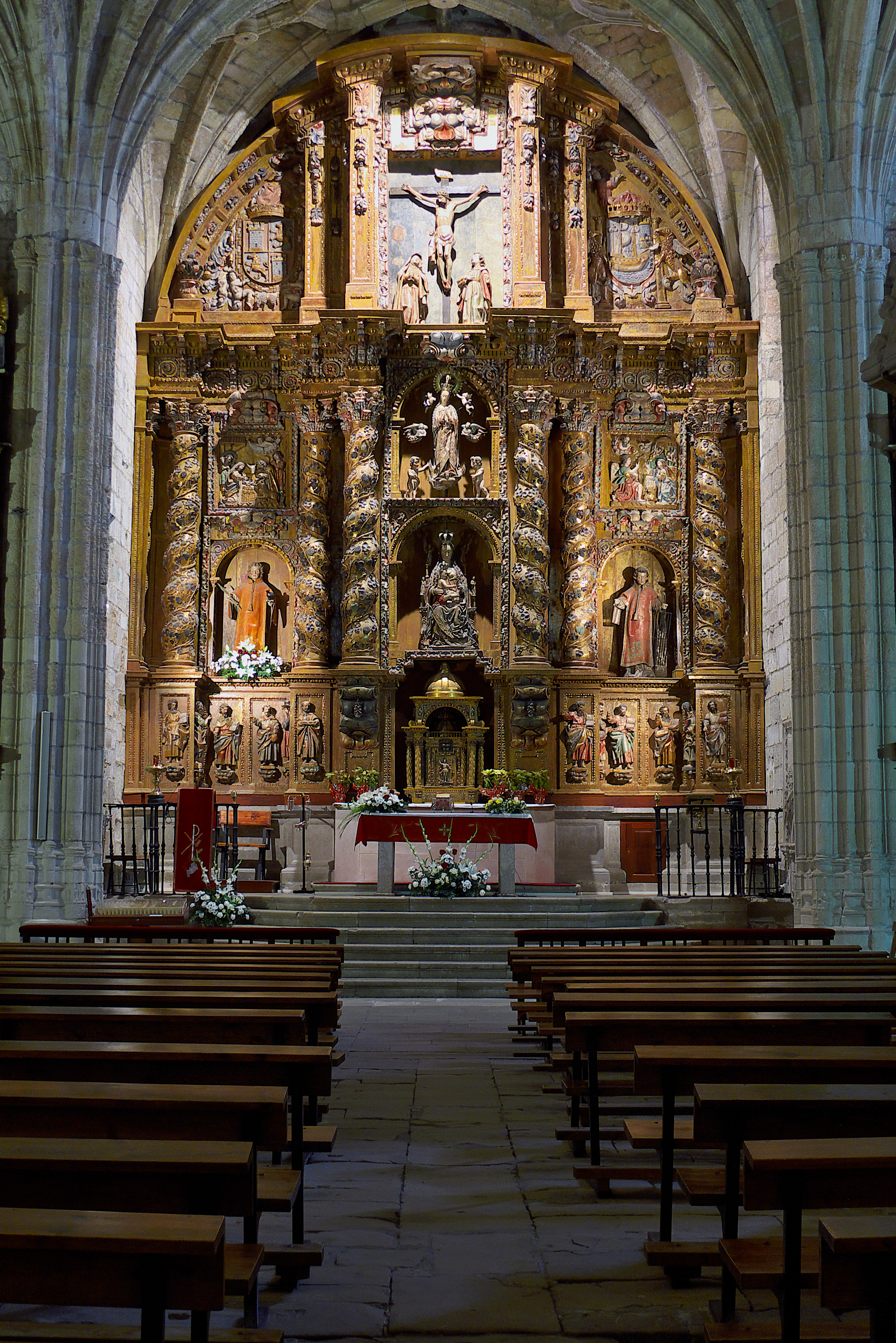
Retablo mayor

Se trata de una iglesia gótica de grandes dimensiones, con tres naves bastante amplias, siendo la central más ancha y un poco más alta que las laterales. Se accede a ella por tres puertas distintas. La principal es la meridional que, como la occidental, aunque parecen románicas ya aparecen ejemplos de iconografía gótica como temas eróticos y juglarescos, junto a los más tradicionales monstruos del rómánico. Se trata de una puerta abocinada, con seis arquivoltas y un "arco carpanel" rebajado. En el tímpano puede verse una cruz y los escudos de los reyes y de la villa. La puerta occidental tiene arco de medio punto y arquivoltas; en un capitel aparece el escudo de Castilla. La tercera puerta es la de la fachada norte. La escultura de las puertas, como la de los capiteles del interior, es más bien tosca.
La impresión del interior del templo es de monumentalidad y amplitud, gracias a las dimensiones de las naves, los pilares esbeltos formados por columnas adosadas, las bóvedas de crucería y los arcos apuntados. Está rematada por tres ábsides rectangulares. 
Del interior destaca la escultura exenta, principalmente la capilla funeraria de la familia Corro. La pieza más destacada es el sepulcro renacentista del inquisidor Antonio del Corro, quien falleció en el año 1556; está realizado en mármol y se cree que su autor fue Juan Bautista Vázquez, el viejo. También está el sepulcro de sus padres, en alabastro.
Cabe citar, además, la talla del Cristo crucificado y el retablo barroco. Este retablo mayor (1675-1680) es obra de Pedro de la Puente Tolnado y Simón de Haro; en él se encuentra la talla de la Virgen de los Ángeles, de finales del siglo XV.